# キリニク島
北緯60度22分 西経64度37分 / 北緯60.367度 西経64.617度座標: 北緯60度22分 西経64度37分 / 北緯60.367度 西経64.617度

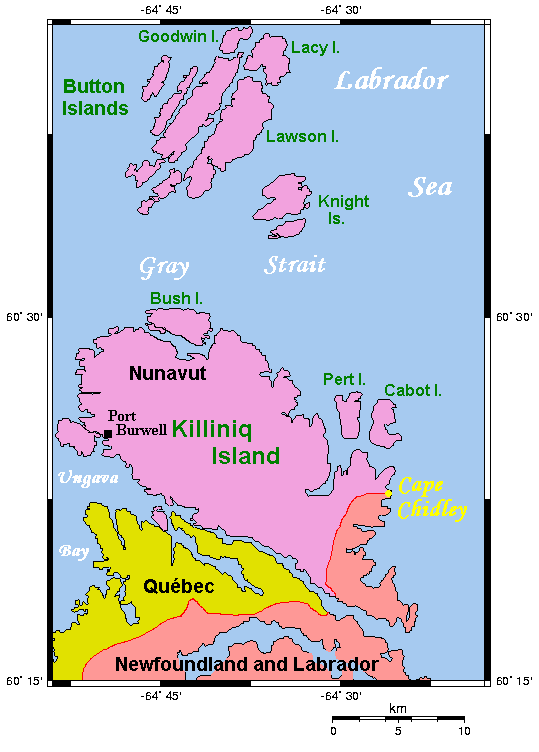
キリニクの位置

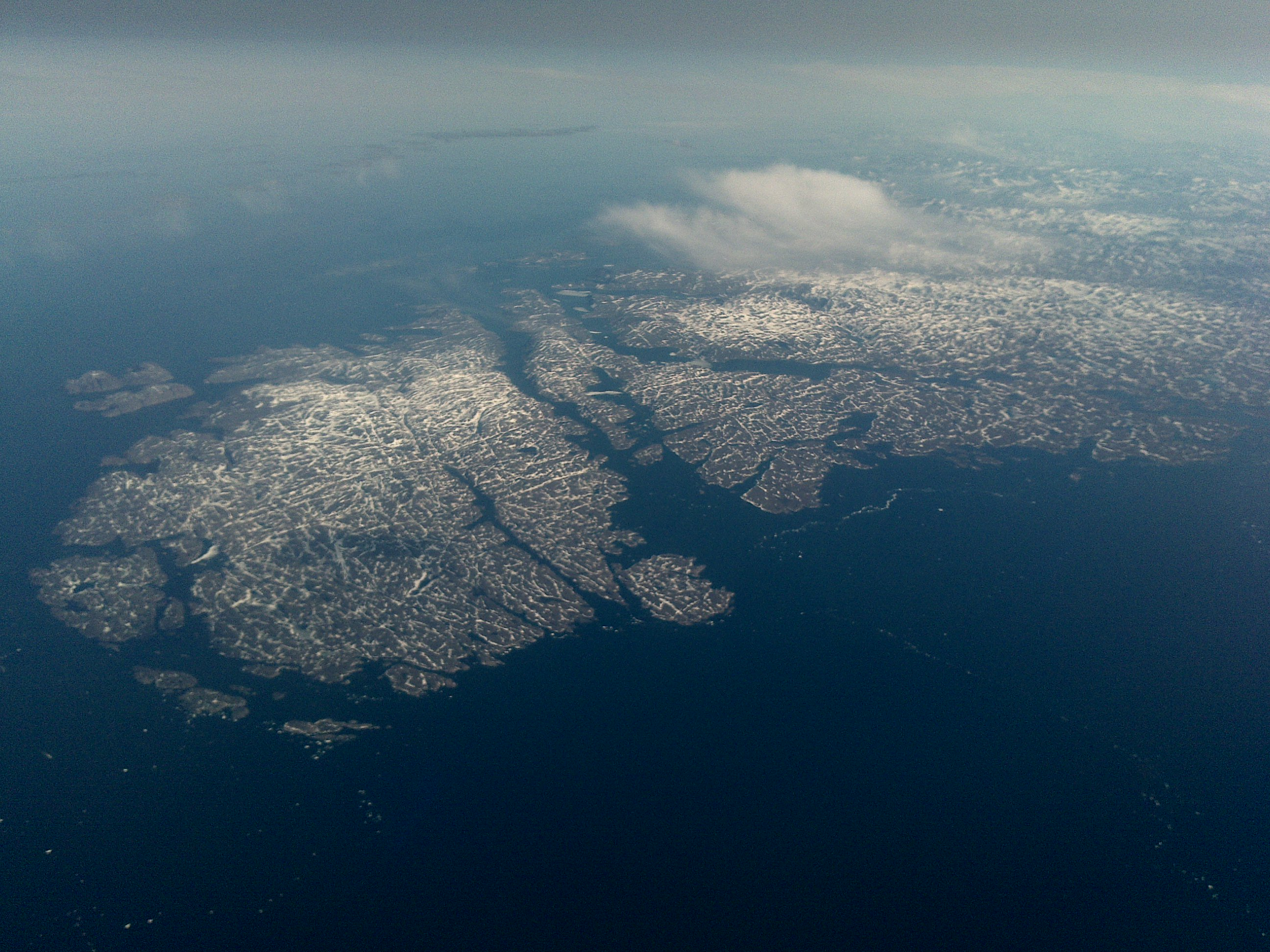
航空写真

キリニク島(英語Killiniq Island)はカナダのヌナブト準州およびニューファンドランド・ラブラドール州の島でアンガヴァ湾やラブラドル海に面している。
面積は269 km2 、最高地点は580 m。
現在は無人だが過去には人が定住していて1773年ごろには100人ほどが住み、1971年ごろには150人ほどが住んでいたが1978年の2月8年には残っていた47人の住民がヌナブト準州側の村キリニクを放棄し無人島となったが、1990年代初頭までは、カナダ沿岸警備隊が気象局として夏季に建物や設備の一部を使用していた。
ニューファンドランド・ラブラドール州の最北端でヌナブト準州との唯一の州の境のチドリー岬がある。
ヌナブト準州が1993年に締結されたヌナブト協定に基づき1999年にノースウェスト準州から分離した際に西部のケベック州の領域だった地域はヌナブト準州の一部となったがニューファンドランド・ラブラドール州の領域は残った。
島の発見者は知られていないが、ゲラルドゥス・メルカトルの1569年に発表された地図に、島が描かれている。
ヌナブト準州の領域である島の西部はクィキクタアルク地域に属する。